# Mamaylı
Mamaylı är en ort i Azerbajdzjan.   Den ligger i distriktet Qəbələ, i den centrala delen av landet, 190 km väster om huvudstaden Baku. Mamaylı ligger 346 meter över havet och antalet invånare är 870.
Terrängen runt Mamaylı är kuperad åt nordväst, men åt sydost är den platt. Närmaste större samhälle är Geoktschai, 18,9 km söder om Mamaylı.
Trakten runt Mamaylı består till största delen av jordbruksmark. Runt Mamaylı är det ganska tätbefolkat, med 54 invånare per kvadratkilometer.